# Przejście graniczne Leluchów-Čirč
Przejście graniczne Leluchów-Čirč – polsko-słowackie przejście graniczne małego ruchu granicznego na szlaku turystycznym i drogowe, położone w województwie małopolskim, powiecie nowosądeckim, gminie Muszyna, w miejscowości Leluchów, zlikwidowane w 2007.

## Opis
Drogowe przejście graniczne Leluchów-Čirč, z miejscem odprawy granicznej po stronie polskiej w miejscowości Leluchów, zostało utworzone 10 września 2004. Czynne było przez całą dobę. Dopuszczony był ruch osobowy i towarowy o dopuszczalnej masie całkowitej do 7,5 tony.
Przejście graniczne na szlaku turystycznym Leluchów-Čirč, w rejonie znaku granicznego nr I/295a zostało utworzone 1 lipca 1999. Czynne było w godz. 7.00–19.00 w okresie letnim (kwiecień–październik) i w godz. 9.00–16.00 w okresie zimowym (listopad–marzec). Dopuszczony był ruch pieszych, rowerzystów, narciarzy i osób korzystających z wózków inwalidzkich. 
Do przekraczania granicy państwowej z Republiką Słowacką na szlakach turystycznych uprawnieni byli obywatele następujących państw:

1. Księstwo Andory
2. Republika Austrii
3. Królestwo Belgii
4. Republika Czeska
5. Republika Grecji
6. Królestwo Danii
7. Republika Estonii
8. Republika Finlandii
9. Republika Francuska
10. Królestwo Hiszpanii
11. Królestwo Niderlandów
12. Państwo Izrael
13. Japonia
14. Republika Irlandii
15. Republika Islandii
16. Kanada
17. Księstwo Liechtensteinu
18. Wielkie Księstwo Luksemburga
19. Republika Litewska
20. Republika Łotewska
21. Księstwo Monako
22. Republika Federalna Niemiec
23. Królestwo Norwegii
24. Republika Portugalska
25. San Marino
26. Republika Słowenii
27. Stany Zjednoczone Ameryki Północnej
28. Konfederacja Szwajcarska
29. Królestwo Szwecji
30. Republika Węgierska
31. Zjednoczone Królestwo Wielkiej Brytanii i Irlandii Północnej
32. Watykan
33. Republika Włoska
34. Republika Cypryjska[5]
35. Republika Malty[5].

Przejście graniczne małego ruchu granicznego Leluchów-Čirč zostało utworzone 6 grudnia 1996. Dopuszczone było przekraczanie granicy dla obywateli Polski i Słowacji zamieszkałych w strefie nadgranicznej lub czasowo zameldowanych w tej strefie, dla osób prowadzących gospodarstwa w pasie małego ruchu granicznego i jedynie w pobliżu tych gospodarstw oraz mechanicznych i niemechanicznych środków transportowych do użytku osobistego pod warunkiem ponownego ich wwozu.
W przejściach granicznych: na szlaku turystycznym i mrg doraźnie kontrolę graniczną i celną wykonywały organy Straży Granicznej.
21 grudnia 2007 na mocy układu z Schengen przejścia graniczne zostały zlikwidowane.

### Przejście graniczne z Czechosłowacją
W II RP istniało polsko-czechosłowackie przejście graniczne Leluchów-Circ (miejsce przejściowe po drogach ulicznych), w rejonie słupa granicznego nr 3/4. Był to punkt przejściowy z prawem dokonywania odpraw mieszkańców pogranicza, bez towarów w czasie i na zasadach obowiązujących urzędy celne, ustawione przy drogach kołowych. Dopuszczony był mały ruch graniczny. Przekraczanie granicy odbywało się na podstawie przepustek: jednorazowych, stałych i gospodarczych).

## Galeria

Przejście graniczne Leluchów-Čirč
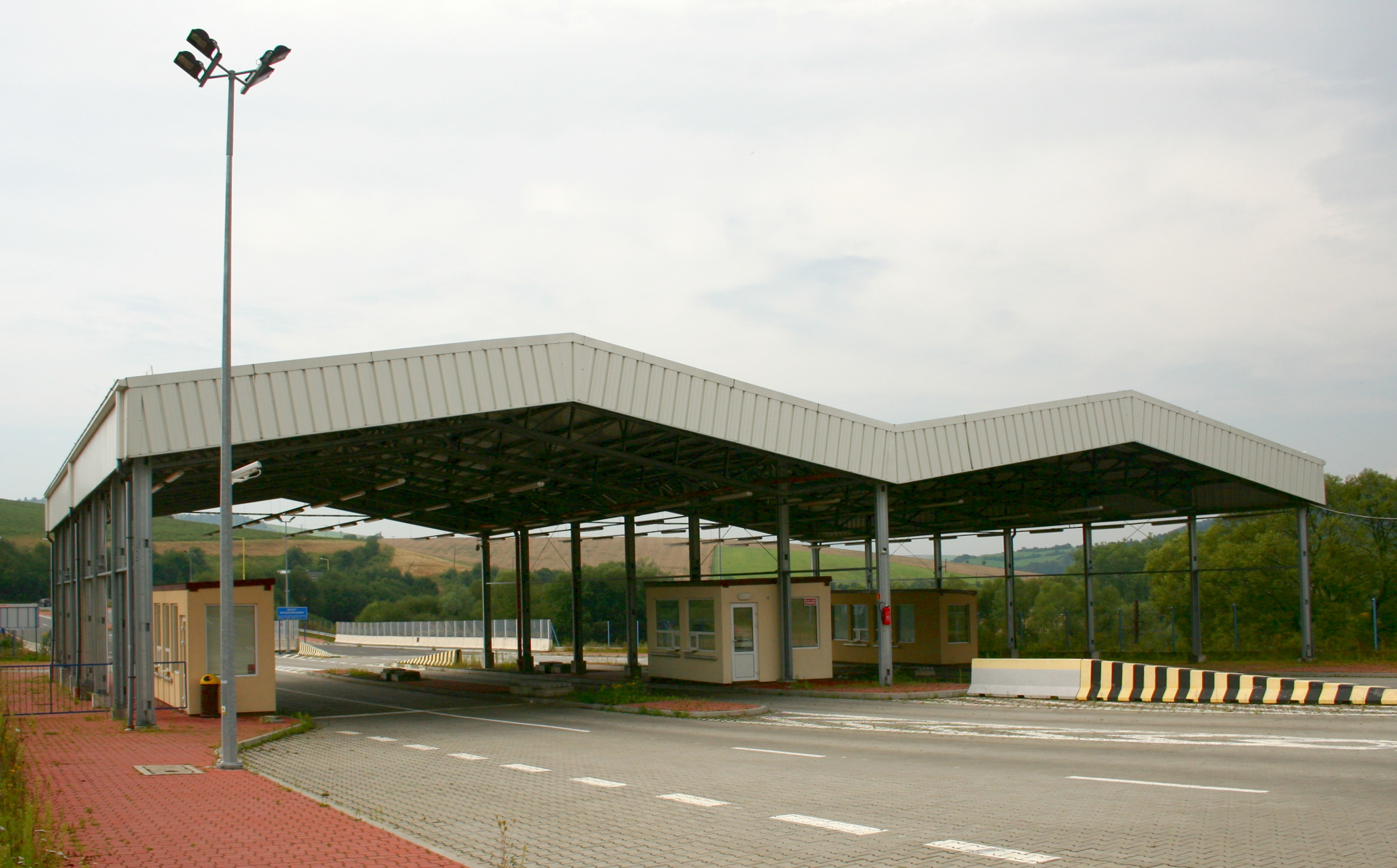
Widok od strony polskiej (sierpień 2008)
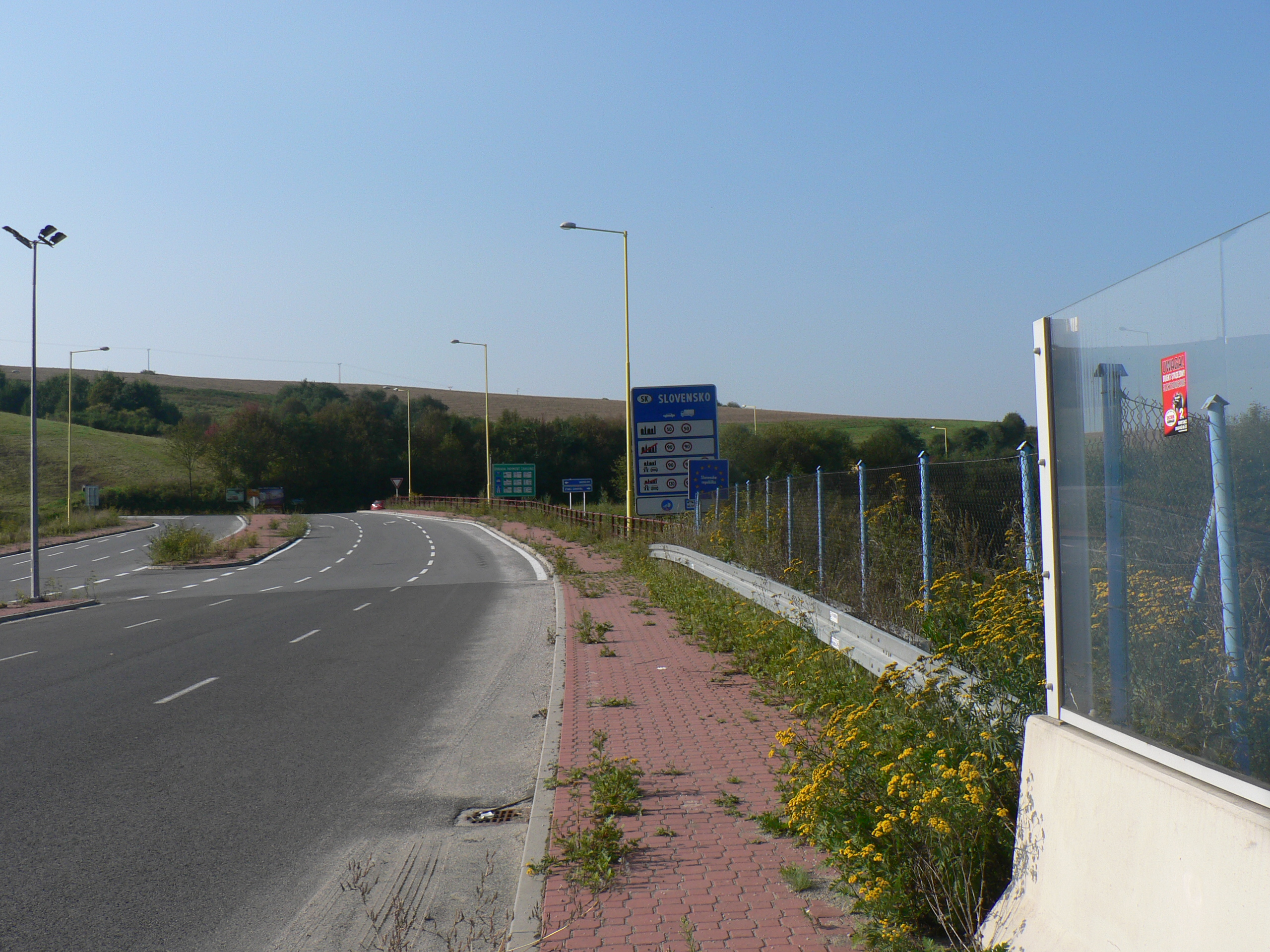
Wjazd na stronę słowacką (październik 2010)